# Макмиллан, Конвей
Конвей Макмиллан (англ. Conway MacMillan, 1867 — 1929) — американский ботаник и миколог.

## Биография
Конвей Макмиллан родился 26 августа 1867 года в Хилсдейле, Мичиган. В 1885 году он получил степень бакалавра в университете Небраски. После получения степени магистра в том же университете, он начал работать ассистентом геолога и принимал участие в экспедиции в Бэдлендс, Южная Дакота с профессором Хиксом. Затем Макмиллан работал энтомологом на сельскохозяйственной экспериментальной станции Небраски. В 1888 году он был назначен преподавателем ботаники в Университет Миннесоты. К 1893 году Макмиллан стал полным профессором.
Его исследования были направлены на изучение флоры Миннесоты и экологии растений. Работая также ботаником при геологических и естественно-исторических программах штата, Макмиллан опубликовал 2 работы о флоре штата: «Metaspermae of the Minnesota Valley» (1892) и «Minnesota Plant Life» (1899). Последние пять лет работы в университете (1901—1906 годы) он возглавлял Прибрежную станцию Миннесоты, лабораторию, исследовавшую морские растения и животных. После ухода с работы в 1906 году в связи с закрытием станции, он переехал в Филадельфию и принял предложение о работе в рекламной компании. Конвей Макмиллан умер 5 июня 1929 года.

## Научная деятельность
Конвей Макмиллан специализировался на семенных растениях и на микологии. Он опубликовал книгу «Geological and Natural History Survey of Minnesota» с полный описанием растений Миннесоты, которая впервые не ограничивалась перечислением видов и включала в себя рассмотрение биотических и абиотических факторов, повлиявших на эволюцию растений. Он предложил гипотезу о изменении вегетации в зависимости от прихода и ухода ледника. Его работа была высоко оценена журналом «The american naturalist». Макмиллан считается одним из людей, предложивших название «фотосинтез» для описания процесса преобразования энергии света в энергию химических связей органических веществ в растениях.

## Некоторые публикации
- 1890. Notes on some phanerogams of central Minnesota.
- 1891. Interesting Anatomical and Physiological Researches. Botanical Gazette, Vol. 16, Nº 11, pp. 305–311.
- 1891. On the growth-periodicity of the potato tuber. Ed. Ferris Bros.
- 1893. On Methods of Defending the Existence of a Sham Biology in America. Science 26; 21 (538): 289—291.
- 1893. Geological and Natural History Survey of Minnesota. The American Naturalist, Vol. 27, Nº 316, pp. 365–366.
- 1895. The influence of spray & rain on the forms of leaves. Science 11; 2 (41): 481—482.
- 1897. Notes for teachers on the geographical distribution of plants. 6 pp.
- 1901. Some considerations on the nature, organization and work of the modern botanical institute. Ed. The Pioneer Press. 27 pp.
- 1888. Twenty-two common insects of Nebraska. Bulletin of the Agricultural Experiment Station of Nebraska. Ed. Univ. Nebraska. 101 pp.
- 1899. Minnesota plant life. Geological and natural history survey. Report of the survey. Botanical series. xxv, 566 pp. ilus. 4 planchas.
- 1890. Some considerations on the alternation of generations in plants: Delivered before the Botanical seminar of the University of Nebraska, 1896. Ed. The Seminar. 41 pp.
- 1892. The Metaspermae of the Minnesota Valley. A List of the higher seed-producing plants indigenous to the drainage-basin of the Minnesota River. 826 pp. Reimprimió Kessinger Publ. LLC, 2010. 220 pp. ISBN 1120962439.
- 1894. Minnesota Botanical Studies. Ed. Minneapolis: Harrison & Smith, State Printers. Vols. 1, 2, 3. 1.081 pp.
- 1898. The orientation of the plant egg and its ecological significance. Ed. University of Chicago Press. 23 pp.
- 1901. Some considerations on the nature, organization and work of the modern botanical institute. Ed. The Pioneer Press. 27 pp.